# (13000) 1981 QK3
(13000) 1981 QK3 – planetoida z głównego pasa planetoid. Odkrył ją Henri Debehogne 25 sierpnia 1981 roku w Obserwatorium La Silla w Chile.